# Aberu Kebede
Aberu Kebede (Scioa, 12 settembre 1989) è una maratoneta etiope che vinse la medaglia d'argento ai Campionati del mondo di mezza maratona 2009.
Nel suo palmarès ci sono anche la Stramilano del 2009 e le maratone di Rotterdam e di Berlino del 2010.

## Palmarès
| Anno | Manifestazione              | Sede       | Evento      | Risultato | Prestazione | Note                          |
| ---- | --------------------------- | ---------- | ----------- | --------- | ----------- | ----------------------------- |
| 2007 | Mondiali di corsa campestre | Mombasa    | Gara Junior | 16ª       | 25'05"      |                               |
| 2009 | Mondiali di mezza maratona  | Birmingham | Individuale | Bronzo    | 1h07'39"    | Miglior prestazione personale |
| 2009 | Mondiali di mezza maratona  | Birmingham | A Squadre   | Argento   | 3h26'14"    |                               |
| 2011 | Mondiali                    | Taegu      | Maratona    | 12ª       | 2h31'22"    |                               |
| 2013 | Mondiali                    | Mosca      | Maratona    | 13ª       | 2h38'04"    |                               |

## Record personali
| Evento         | Tempo    | Luogo      | Data              |
| -------------- | -------- | ---------- | ----------------- |
| 10 000 metri   | 30:48.26 | Utrecht    | 14 giugno 2009    |
| 10 chilometri  | 31:05    | Birmingham | 11 ottobre 2009   |
| 20 chilometri  | 1:03:57  | Birmingham | 11 ottobre 2009   |
| mezza maratona | 1:07:39  | Birmingham | 11 ottobre 2009   |
| maratona       | 2:23:58  | Berlino    | 26 settembre 2010 |

## Campionati nazionali
2009
- Oro ai campionati etiopi, 10000 m piani - 33'18"08

2012
- Oro ai campionati etiopi, 10000 m piani - 32'48"55

## Altre competizioni internazionali
2008
- Argento alla Mezza maratona di Reims ( Reims) - 1h11'43"
- 10ª alla Great Ethiopian Run ( Addis Abeba) - 34'37"

2009
- Oro alla Stramilano ( Milano) - 1h08'43"
- Bronzo alla Mezza maratona di Delhi ( Nuova Delhi) - 1h07'59"
- Bronzo alla Adidas Women Challenge ( Londra), 5 km - 15'13"

2010
- Oro alla Maratona di Berlino ( Berlino) - 2h23'58"
- Oro alla Maratona di Rotterdam ( Rotterdam) - 2h25'25"
- Argento alla Maratona di Dubai ( Dubai) - 2h24'26"
- 4ª alla Mezza maratona di Delhi ( Nuova Delhi) - 1h08'39"

2011
- 8ª alla Maratona di Londra ( Londra) - 2h24'34"
- Oro alla Mezza maratona di Lisbona ( Lisbona) - 1h08'28"
- 7ª alla Mezza maratona di Delhi ( Nuova Delhi) - 1h09'07"
- Oro alla Jakarta International-10K ( Giacarta) - 32'31"

2012
- Oro alla Maratona di Berlino ( Berlino) - 2h20'30"
- 6ª alla Maratona di Londra ( Londra) - 2h24'04"
- 5ª alla Maratona di Dubai ( Dubai) - 2h20'33"
- Oro alla Great Ethiopian Run ( Addis Abeba) - 33'27"

2013
- Oro alla Maratona di Tokyo ( Tokyo) - 2h25'34"
- Oro alla Maratona di Shanghai ( Shanghai) - 2h23'28"

2014
- 5ª alla Maratona di Londra ( Londra) - 2h23'21"
- Oro alla Maratona di Francoforte ( Francoforte sul Meno) - 2h22'21"
- Oro alla Mezza maratona di Philadelphia ( Philadelphia) - 1h08'41"

2015
- 7ª alla Maratona di Boston ( Boston) - 2h26'52"
- Argento alla Maratona di Berlino ( Berlino) - 2h20'48"
- 5ª alla Maratona di Dubai ( Dubai) - 2h21'17"
- Bronzo alla Corrida de Mulher ( Lisbona), 5 km - 15'58"

2016
- Oro alla Maratona di Berlino ( Berlino) - 2h20'45"
- 4ª alla Maratona di Tokyo ( Tokyo) - 2h23'01"
- 5ª alla Corrida de Mulher ( Lisbona), 5 km - 16'56"

2017
- 11ª alla Maratona di Londra ( Londra) - 2h27'27"